# Sósfürdő megállóhely
Sósfürdő megállóhely egy megszűnt budapesti HÉV-megállóhely a Pesterzsébet–Csepel HÉV-vonalon, melyet a BHÉV üzemeltetett.

## Története
A HÉV-megállóhelyet 1912. május 26-án adták át, a Pesterzsébet–Csepel HÉV-vel együtt. 
1951. április 29-én átadták a csepeli gyorsvasutat, amellyel együtt megszűnt a HÉV-szárnyvonalon a közlekedés, de a pesterzsébeti dolgozók követelése miatt és a 19-es busz elégtelen kapacitása miatt 1959. január 1-jén újranyitották a vonalat és újra elindult a forgalom. 
1978. október 31-én a Gubacsi híd átalakítása után a HÉV-szárnyvonal és így az állomás is véglegesen megszűnt. A HÉV-szárnyvonal helyett újból autóbuszokat indítottak.